# Lasiodera kirbyi
Lasiodera kirbyi is een keversoort uit de familie mierkevers (Cleridae). De wetenschappelijke naam van de soort is voor het eerst geldig gepubliceerd in 1832 door Gray in Griffith.